# 9171 Carolyndiane
9171 Carolyndiane este un asteroid din centura principală de asteroizi.

## Descriere
9171 Carolyndiane este un asteroid din centura principală de asteroizi. A fost descoperit pe 4 aprilie 1989 la Observatorul La Silla de Eric Walter Elst. El prezintă o orbită caracterizată de o semiaxă mare de 2,59 ua, o excentricitate de 0,13 și o înclinație de 14,8° în raport cu ecliptica.